# Copa Salta 2021
La edición 2021 de la Copa Salta fue la segunda temporada del campeonato de fútbol más importante existente en la Provincia de Salta, Argentina. La disputaron los mejores 36 equipos de las 9 Ligas Regionales existentes en la provincia.
El 8 de noviembre, Deportivo La Merced se consagró campeón al vencer 3-2 por penales al Deportivo Y.P.F. de Joaquin V. Gonzalez, tras haber igualado 1 a 1 en los 90 minutos. Obtuvo $ 500.000, y la clasificación al Torneo Regional Federal Amateur. Asimismo, enfrentará a Gimnasia y Esgrima de Jujuy (Campeón Copa Jujuy 2021) por la Copa Norte 2021.

## Organización
Disputada en fases de eliminación directa a doble partido, uno de local y uno de visitante, los 36 equipos pertenecientes a cada una de las 9 Ligas Regionales se eliminarán en series teniendo en cuenta la cercanía geográfica, hasta obtener dos representantes en la Gran Final. La misma se disputará a partido único en sede neutral, en el estadio Padre Ernesto Martearena.
Por cuestiones ligadas a la pandemia del COVID-19, la Liga de San Martín decidió retirar a sus cuatro participantes. En su defecto, se decidió invitar a otros cuatro equipos para completar el roster de 36 participantes.
La organización del certamen estará a cargo del Gobierno de la Provincia de Salta, a través de la Secretaría de Deportes, y contara con el aval del Consejo Federal del Futbol Argentino. El ganador del certamen obtendrá $500.000 y el derecho a participar en el próximo Torneo Regional Federal Amateur. Además, participará en la segunda edición de la Copa Norte, torneo disputado entre los campeones vigentes de Copa Salta y Copa Jujuy, en una serie final a doble partido.

## Equipos participantes
Liga Regional del Bermejo
| Equipo                             | Ciudad             | Estadio                    | Aforo  |
| ---------------------------------- | ------------------ | -------------------------- | ------ |
| Club Atlético Ferro                | Colonia Santa Rosa | Estadio de Ferro           |        |
| Club Atlético Independiente        | Hipólito Yrigoyen  | Estadio La Caldera         | 2.000  |
| Club Gimnasia y Tiro de Orán       | Orán               | Estadio de Gimnasia y Tiro | 2. 000 |
| Club Deportivo Aviación (Invitado) | Orán               |                            |        |
| Club Social y Deportivo Estación   | Orán               |                            |        |

Liga Metanense
| Equipo                                    | Ciudad      | Estadio                        | Aforo |
| ----------------------------------------- | ----------- | ------------------------------ | ----- |
| Club Deportivo 8 de Septiembre (Invitado) | Río Piedras |                                |       |
| Club Deportivo El Galpón                  | El Galpón   | Estadio Municipal de El Galpón | 800   |
| Club Deportivo Güemes                     | Metán       | Estadio Raúl Pastor Moya       | 3.000 |
| Club Deportivo Talleres                   | Metán       | Estadio Raúl Pastor Moya       | 3.000 |
| Club Sportivo San José                    | Metán       | Estadio Raúl Pastor Moya       | 3.000 |

Liga Anteña
| Equipo                             | Ciudad              | Estadio                                | Aforo |
| ---------------------------------- | ------------------- | -------------------------------------- | ----- |
| Club Deportivo San Antonio         | Joaquín V. González | Estadio Profesor Emilio Manuel Zigaran | 1.800 |
| Club Deportivo Quebrachal          | El Quebrachal       | Complejo Municipal de El Quebrachal    |       |
| Club Social y Deportivo Y.P.F.     | Joaquín V. González | Estadio Profesor Emilio Manuel Zigaran | 1.800 |
| Escuela de Fútbol de El Quebrachal | El Quebrachal       | Complejo Municipal de El Quebrachal    |       |

Liga Rosarina
| Equipo                                   | Ciudad                 | Estadio                                     | Aforo |
| ---------------------------------------- | ---------------------- | ------------------------------------------- | ----- |
| Club Atlético Progreso                   | Rosario de la Frontera | Estadio Municipal de Rosario de la Frontera | 3.500 |
| Club Atlético Villa Beba                 | Rosario de la Frontera | Estadio Municipal de Rosario de la Frontera | 3.500 |
| Club Juventud Unida                      | Trancas, Tucumán.      | Estadio de Juventud Unida                   | 2.000 |
| Club Social y Cultural Atlético Vialidad | Rosario de la Frontera | Estadio Municipal de Rosario de la Frontera | 3.500 |

Liga Calchaquí
| Equipo                            | Ciudad     | Estadio                       | Aforo |
| --------------------------------- | ---------- | ----------------------------- | ----- |
| Club Atlético Rivadavia           | Molinos    | Complejo Municipal de Molinos | 1.000 |
| Club Atlético Libertad            | San Carlos | Estadio 25 de Mayo            | 1.500 |
| Club Deportivo Transito Chacabuco | Cafayate   | Estadio Michel Torino         | 2.500 |
| Club Juan Pablo II                | Animana    |                               |       |

Liga del Valle de Lerma
| Equipo                               | Ciudad           | Estadio                               | Aforo |
| ------------------------------------ | ---------------- | ------------------------------------- | ----- |
| Club Atlético Olimpia Oriental       | Rosario de Lerma | Estadio Parque Florida - Zenón Torino | 1.000 |
| Club Deportivo La Merced             | La Merced        | Estadio Eduardo del Valle             | 800   |
| Club Juventud Unida                  | Rosario de Lerma |                                       |       |
| Club Social y Deportivo San Bernardo | Coronel Moldes   |                                       |       |

Liga Güemense
| Equipo                                | Ciudad         | Estadio                    | Aforo |
| ------------------------------------- | -------------- | -------------------------- | ----- |
| Club Atlético Redes de la Patria      | El Bordo       | Estadio Santa Rosa de Lina | 1.200 |
| Club Atlético Unión Güemes (Invitado) | General Güemes | Estadio Santa Rosa de Lina | 1.200 |
| Club Deportivo y Sociedad La Tablada  | General Güemes | Estadio Santa Rosa de Lina | 1.200 |
| Club Social y Deportivo 135 Viviendas | General Güemes | Estadio Santa Rosa de Lina | 1.200 |
| São Caetano Fútbol Club               | General Güemes | Estadio Santa Rosa de Lina | 1.200 |

Liga Salteña
| Equipo                               | Ciudad | Estadio                              | Aforo  |
| ------------------------------------ | ------ | ------------------------------------ | ------ |
| Centro Juventud Antoniana            | Salta  | Estadio Fray Honorato Pistoia        | 12.000 |
| Club Camioneros Argentinos del Norte | Salta  | Estadio de la Liga Salteña de Futbol | 2.500  |
| Club Atlético Pellegrini             | Salta  | Estadio Julio Cáceres                | 1.000  |
| Club Atlético Peñarol (Invitado)     | Salta  | Estadio de la Liga Salteña de Futbol | 2.500  |
| Club Deportivo Villa San Antonio     | Salta  | Estadio de la Liga Salteña de Futbol | 2.500  |

## Primera fase
Se divide a los 36 equipos en 4 zonas, teniendo en cuenta la cercanía geográfica. De esta manera, los equipos se eliminan en series a doble partido, hasta obtener 9 representantes en la Fase Final.

### Zona A
Liga del Bermejo Vs Invitados
|  |                      |                      |                    |                    |   |                      |                      |       |   |  |  |  | Clasifican a Fase Final |  |  |  |
|  |                      |                      |                    |                    |   |                      |                      |       |   |  |  |  |                         |  |  |  |
|  |                      |                      |                    |                    |   |                      |                      |       |   |  |  |  |                         |  |  |  |
|  | Independiente (H.Y.) | Independiente (H.Y.) | 0                  | 3 (3)              |   |                      |                      |       |   |  |  |  |                         |  |  |  |
|  | Independiente (H.Y.) | Independiente (H.Y.) | 0                  | 3 (3)              |   |                      |                      |       |   |  |  |  |                         |  |  |  |
|  | Peñarol              | Peñarol              | 1                  | 2 (0)              |   |                      |                      |       |   |  |  |  |                         |  |  |  |
|  | Peñarol              | Peñarol              | 1                  | 2 (0)              |   | Independiente (H.Y.) | Independiente (H.Y.) | 0     | 2 |  |  |  |                         |  |  |  |
|  |                      |                      |                    |                    |   | Independiente (H.Y.) | Independiente (H.Y.) | 0     | 2 |  |  |  |                         |  |  |  |
|  |                      |                      | Unión Güemes       | Unión Güemes       | 0 | 1                    |                      |       |   |  |  |  |                         |  |  |  |
|  | Estación Orán        | Estación Orán        | Unión Güemes       | Unión Güemes       | 0 | 1                    | 1                    | 2 (3) |   |  |  |  |                         |  |  |  |
|  | Estación Orán        | Estación Orán        |                    |                    |   |                      |                      |       |   |  |  |  |                         |  |  |  |
|  | Unión Güemes         | Unión Güemes         | 1                  | 2 (4)              |   |                      |                      |       |   |  |  |  |                         |  |  |  |
|  | Unión Güemes         | Unión Güemes         | 1                  | 2 (4)              |   |                      |                      |       |   |  |  |  |                         |  |  |  |
|  |                      |                      |                    |                    |   |                      |                      |       |   |  |  |  |                         |  |  |  |
|  |                      |                      |                    |                    |   |                      |                      |       |   |  |  |  |                         |  |  |  |
|  | Gimnasia y Tiro (O)  | Gimnasia y Tiro (O)  | 4                  | 2                  |   |                      |                      |       |   |  |  |  |                         |  |  |  |
|  | Gimnasia y Tiro (O)  | Gimnasia y Tiro (O)  | 4                  | 2                  |   |                      |                      |       |   |  |  |  |                         |  |  |  |
|  | 8 de Septiembre      | 8 de Septiembre      | 0                  | 3                  |   |                      |                      |       |   |  |  |  |                         |  |  |  |
|  | 8 de Septiembre      | 8 de Septiembre      | 0                  | 3                  |   | Gimnasia y Tiro (O)  | Gimnasia y Tiro (O)  | 0     | 1 |  |  |  |                         |  |  |  |
|  |                      |                      |                    |                    |   | Gimnasia y Tiro (O)  | Gimnasia y Tiro (O)  | 0     | 1 |  |  |  |                         |  |  |  |
|  |                      |                      | Deportivo Aviación | Deportivo Aviación | 2 | 0                    |                      |       |   |  |  |  |                         |  |  |  |
|  | Deportivo Aviación   | Deportivo Aviación   | Deportivo Aviación | Deportivo Aviación | 2 | 0                    | 0                    | 3 (3) |   |  |  |  |                         |  |  |  |
|  | Deportivo Aviación   | Deportivo Aviación   |                    |                    |   |                      |                      |       |   |  |  |  |                         |  |  |  |
|  | Ferro                | Ferro                | 1                  | 2 (2)              |   |                      |                      |       |   |  |  |  |                         |  |  |  |
|  | Ferro                | Ferro                | 1                  | 2 (2)              |   |                      |                      |       |   |  |  |  |                         |  |  |  |
|  |                      |                      |                    |                    |   |                      |                      |       |   |  |  |  |                         |  |  |  |

### Zona B
Liga Metanense - Liga Anteña - Liga Rosarina
|  |                    |                    |                       |                       |   |                 |                 |       |       |  |  |  | Clasifica a Fase Final |  |  |  |
|  |                    |                    |                       |                       |   |                 |                 |       |       |  |  |  |                        |  |  |  |
|  |                    |                    |                       |                       |   |                 |                 |       |       |  |  |  |                        |  |  |  |
|  | Juventud Unida (T) | Juventud Unida (T) | 1                     | 0                     |   |                 |                 |       |       |  |  |  |                        |  |  |  |
|  | Juventud Unida (T) | Juventud Unida (T) | 1                     | 0                     |   |                 |                 |       |       |  |  |  |                        |  |  |  |
|  | Deportivo Y.P.F.   | Deportivo Y.P.F.   | 1                     | 3                     |   |                 |                 |       |       |  |  |  |                        |  |  |  |
|  | Deportivo Y.P.F.   | Deportivo Y.P.F.   | 1                     | 3                     |   | Deportivo Y.P.F | Deportivo Y.P.F | 0     | 1 (5) |  |  |  |                        |  |  |  |
|  |                    |                    |                       |                       |   | Deportivo Y.P.F | Deportivo Y.P.F | 0     | 1 (5) |  |  |  |                        |  |  |  |
|  |                    |                    | Deportivo San Antonio | Deportivo San Antonio | 0 | 1 (4)           |                 |       |       |  |  |  |                        |  |  |  |
|  | Dep. San Antonio   | Dep. San Antonio   | Deportivo San Antonio | Deportivo San Antonio | 0 | 1 (4)           | 3               | 1 (7) |       |  |  |  |                        |  |  |  |
|  | Dep. San Antonio   | Dep. San Antonio   |                       |                       |   |                 |                 |       |       |  |  |  |                        |  |  |  |
|  | Atlético Progreso  | Atlético Progreso  | 1                     | 3 (6)                 |   |                 |                 |       |       |  |  |  |                        |  |  |  |
|  | Atlético Progreso  | Atlético Progreso  | 1                     | 3 (6)                 |   |                 |                 |       |       |  |  |  |                        |  |  |  |
|  |                    |                    |                       |                       |   |                 |                 |       |       |  |  |  |                        |  |  |  |
|  |                    |                    |                       |                       |   |                 |                 |       |       |  |  |  |                        |  |  |  |
|  |                    |                    |                       |                       |   |                 |                 |       |       |  |  |  |                        |  |  |  |
|  |                    |                    |                       |                       |   |                 |                 |       |       |  |  |  |                        |  |  |  |
|  |                    |                    |                       |                       |   |                 |                 |       |       |  |  |  |                        |  |  |  |
|  |                    |                    |                       |                       |   |                 |                 |       |       |  |  |  |                        |  |  |  |
|  |                    |                    |                       |                       |   |                 |                 |       |       |  |  |  |                        |  |  |  |
|  |                    |                    |                       |                       |   |                 |                 |       |       |  |  |  |                        |  |  |  |
|  |                    |                    |                       |                       |   |                 |                 |       |       |  |  |  |                        |  |  |  |
|  |                    |                    |                       |                       |   |                 |                 |       |       |  |  |  |                        |  |  |  |
|  |                    |                    |                       |                       |   |                 |                 |       |       |  |  |  |                        |  |  |  |
|  |                    |                    |                       |                       |   |                 |                 |       |       |  |  |  |                        |  |  |  |
|  |                    |                    |                       |                       |   |                 |                 |       |       |  |  |  |                        |  |  |  |

|  |                   |                   |                 |                 |   |                   |                   |   |       |  |  |  | Clasifica a Fase Final |  |  |  |
|  |                   |                   |                 |                 |   |                   |                   |   |       |  |  |  |                        |  |  |  |
|  |                   |                   |                 |                 |   |                   |                   |   |       |  |  |  |                        |  |  |  |
|  | Sportivo San José | Sportivo San José | 0               | 0               |   |                   |                   |   |       |  |  |  |                        |  |  |  |
|  | Sportivo San José | Sportivo San José | 0               | 0               |   |                   |                   |   |       |  |  |  |                        |  |  |  |
|  | Atlético Vialidad | Atlético Vialidad | 0               | 2               |   |                   |                   |   |       |  |  |  |                        |  |  |  |
|  | Atlético Vialidad | Atlético Vialidad | 0               | 2               |   | Atlético Vialidad | Atlético Vialidad | 1 | 1 (1) |  |  |  |                        |  |  |  |
|  |                   |                   |                 |                 |   | Atlético Vialidad | Atlético Vialidad | 1 | 1 (1) |  |  |  |                        |  |  |  |
|  |                   |                   | Dep. Quebrachal | Dep. Quebrachal | 1 | 1 (3)             |                   |   |       |  |  |  |                        |  |  |  |
|  | Dep. Quebrachal   | Dep. Quebrachal   | Dep. Quebrachal | Dep. Quebrachal | 1 | 1 (3)             | 2                 | 3 |       |  |  |  |                        |  |  |  |
|  | Dep. Quebrachal   | Dep. Quebrachal   |                 |                 |   |                   |                   |   |       |  |  |  |                        |  |  |  |
|  | Deportivo Güemes  | Deportivo Güemes  | 0               | 1               |   |                   |                   |   |       |  |  |  |                        |  |  |  |
|  | Deportivo Güemes  | Deportivo Güemes  | 0               | 1               |   |                   |                   |   |       |  |  |  |                        |  |  |  |
|  |                   |                   |                 |                 |   |                   |                   |   |       |  |  |  |                        |  |  |  |
|  |                   |                   |                 |                 |   |                   |                   |   |       |  |  |  |                        |  |  |  |
|  |                   |                   |                 |                 |   |                   |                   |   |       |  |  |  |                        |  |  |  |
|  |                   |                   |                 |                 |   |                   |                   |   |       |  |  |  |                        |  |  |  |
|  |                   |                   |                 |                 |   |                   |                   |   |       |  |  |  |                        |  |  |  |
|  |                   |                   |                 |                 |   |                   |                   |   |       |  |  |  |                        |  |  |  |
|  |                   |                   |                 |                 |   |                   |                   |   |       |  |  |  |                        |  |  |  |
|  |                   |                   |                 |                 |   |                   |                   |   |       |  |  |  |                        |  |  |  |
|  |                   |                   |                 |                 |   |                   |                   |   |       |  |  |  |                        |  |  |  |
|  |                   |                   |                 |                 |   |                   |                   |   |       |  |  |  |                        |  |  |  |
|  |                   |                   |                 |                 |   |                   |                   |   |       |  |  |  |                        |  |  |  |
|  |                   |                   |                 |                 |   |                   |                   |   |       |  |  |  |                        |  |  |  |
|  |                   |                   |                 |                 |   |                   |                   |   |       |  |  |  |                        |  |  |  |

|  |                          |                          |                     |                     |   |                    |                    |   |   |  |  |  | Clasifica a Fase Final |  |  |  |
|  |                          |                          |                     |                     |   |                    |                    |   |   |  |  |  |                        |  |  |  |
|  |                          |                          |                     |                     |   |                    |                    |   |   |  |  |  |                        |  |  |  |
|  | Villa Beba               | Villa Beba               | 1                   | 0                   |   |                    |                    |   |   |  |  |  |                        |  |  |  |
|  | Villa Beba               | Villa Beba               | 1                   | 0                   |   |                    |                    |   |   |  |  |  |                        |  |  |  |
|  | Deportivo Talleres       | Deportivo Talleres       | 2                   | 2                   |   |                    |                    |   |   |  |  |  |                        |  |  |  |
|  | Deportivo Talleres       | Deportivo Talleres       | 2                   | 2                   |   | Deportivo Talleres | Deportivo Talleres | 1 | 3 |  |  |  |                        |  |  |  |
|  |                          |                          |                     |                     |   | Deportivo Talleres | Deportivo Talleres | 1 | 3 |  |  |  |                        |  |  |  |
|  |                          |                          | Deportivo El Galpón | Deportivo El Galpón | 1 | 4                  |                    |   |   |  |  |  |                        |  |  |  |
|  | Deportivo El Galpón      | Deportivo El Galpón      | Deportivo El Galpón | Deportivo El Galpón | 1 | 4                  | 3                  | 5 |   |  |  |  |                        |  |  |  |
|  | Deportivo El Galpón      | Deportivo El Galpón      |                     |                     |   |                    |                    |   |   |  |  |  |                        |  |  |  |
|  | Esc. de F. El Quebrachal | Esc. de F. El Quebrachal | 0                   | 0                   |   |                    |                    |   |   |  |  |  |                        |  |  |  |
|  | Esc. de F. El Quebrachal | Esc. de F. El Quebrachal | 0                   | 0                   |   |                    |                    |   |   |  |  |  |                        |  |  |  |
|  |                          |                          |                     |                     |   |                    |                    |   |   |  |  |  |                        |  |  |  |
|  |                          |                          |                     |                     |   |                    |                    |   |   |  |  |  |                        |  |  |  |
|  |                          |                          |                     |                     |   |                    |                    |   |   |  |  |  |                        |  |  |  |
|  |                          |                          |                     |                     |   |                    |                    |   |   |  |  |  |                        |  |  |  |
|  |                          |                          |                     |                     |   |                    |                    |   |   |  |  |  |                        |  |  |  |
|  |                          |                          |                     |                     |   |                    |                    |   |   |  |  |  |                        |  |  |  |
|  |                          |                          |                     |                     |   |                    |                    |   |   |  |  |  |                        |  |  |  |
|  |                          |                          |                     |                     |   |                    |                    |   |   |  |  |  |                        |  |  |  |
|  |                          |                          |                     |                     |   |                    |                    |   |   |  |  |  |                        |  |  |  |
|  |                          |                          |                     |                     |   |                    |                    |   |   |  |  |  |                        |  |  |  |
|  |                          |                          |                     |                     |   |                    |                    |   |   |  |  |  |                        |  |  |  |
|  |                          |                          |                     |                     |   |                    |                    |   |   |  |  |  |                        |  |  |  |
|  |                          |                          |                     |                     |   |                    |                    |   |   |  |  |  |                        |  |  |  |

### Zona C
Liga del Valle Vs Liga Calchaquí
|  |                        |                        |                      |                      |   |                     |                     |   |   |  |  |  | Clasifican a Fase Final |  |  |  |
|  |                        |                        |                      |                      |   |                     |                     |   |   |  |  |  |                         |  |  |  |
|  |                        |                        |                      |                      |   |                     |                     |   |   |  |  |  |                         |  |  |  |
|  | Rivadavia              | Rivadavia              | 1                    | 0                    |   |                     |                     |   |   |  |  |  |                         |  |  |  |
|  | Rivadavia              | Rivadavia              | 1                    | 0                    |   |                     |                     |   |   |  |  |  |                         |  |  |  |
|  | Deportivo La Merced    | Deportivo La Merced    | 8                    | 9                    |   |                     |                     |   |   |  |  |  |                         |  |  |  |
|  | Deportivo La Merced    | Deportivo La Merced    | 8                    | 9                    |   | Deportivo La Merced | Deportivo La Merced | 5 | 2 |  |  |  |                         |  |  |  |
|  |                        |                        |                      |                      |   | Deportivo La Merced | Deportivo La Merced | 5 | 2 |  |  |  |                         |  |  |  |
|  |                        |                        | San Bernardo         | San Bernardo         | 0 | 0                   |                     |   |   |  |  |  |                         |  |  |  |
|  | San Bernardo           | San Bernardo           | San Bernardo         | San Bernardo         | 0 | 0                   | 2                   | 1 |   |  |  |  |                         |  |  |  |
|  | San Bernardo           | San Bernardo           |                      |                      |   |                     |                     |   |   |  |  |  |                         |  |  |  |
|  | Tránsito Chacabuco     | Tránsito Chacabuco     | 0                    | 0                    |   |                     |                     |   |   |  |  |  |                         |  |  |  |
|  | Tránsito Chacabuco     | Tránsito Chacabuco     | 0                    | 0                    |   |                     |                     |   |   |  |  |  |                         |  |  |  |
|  |                        |                        |                      |                      |   |                     |                     |   |   |  |  |  |                         |  |  |  |
|  |                        |                        |                      |                      |   |                     |                     |   |   |  |  |  |                         |  |  |  |
|  | Juventud Unida (RdL)   | Juventud Unida (RdL)   | 2                    | 1                    |   |                     |                     |   |   |  |  |  |                         |  |  |  |
|  | Juventud Unida (RdL)   | Juventud Unida (RdL)   | 2                    | 1                    |   |                     |                     |   |   |  |  |  |                         |  |  |  |
|  | Libertad de San Carlos | Libertad de San Carlos | 0                    | 0                    |   |                     |                     |   |   |  |  |  |                         |  |  |  |
|  | Libertad de San Carlos | Libertad de San Carlos | 0                    | 0                    |   | Olimpia Oriental    | Olimpia Oriental    | 2 | 1 |  |  |  |                         |  |  |  |
|  |                        |                        |                      |                      |   | Olimpia Oriental    | Olimpia Oriental    | 2 | 1 |  |  |  |                         |  |  |  |
|  |                        |                        | Juventud Unida (RdL) | Juventud Unida (RdL) | 1 | 1                   |                     |   |   |  |  |  |                         |  |  |  |
|  | Juan Pablo II          | Juan Pablo II          | Juventud Unida (RdL) | Juventud Unida (RdL) | 1 | 1                   | 2                   | 0 |   |  |  |  |                         |  |  |  |
|  | Juan Pablo II          | Juan Pablo II          |                      |                      |   |                     |                     |   |   |  |  |  |                         |  |  |  |
|  | Olimpia Oriental       | Olimpia Oriental       | 0                    | 4                    |   |                     |                     |   |   |  |  |  |                         |  |  |  |
|  | Olimpia Oriental       | Olimpia Oriental       | 0                    | 4                    |   |                     |                     |   |   |  |  |  |                         |  |  |  |
|  |                        |                        |                      |                      |   |                     |                     |   |   |  |  |  |                         |  |  |  |

### Zona D
Liga Güemense Vs Liga Salteña 
|  |                     |                     |                     |                     |   |                   |                   |   |       |  |  |  | Clasifican a Fase Final |  |  |  |
|  |                     |                     |                     |                     |   |                   |                   |   |       |  |  |  |                         |  |  |  |
|  |                     |                     |                     |                     |   |                   |                   |   |       |  |  |  |                         |  |  |  |
|  | 135 Viviendas       | 135 Viviendas       | 0                   | 1                   |   |                   |                   |   |       |  |  |  |                         |  |  |  |
|  | 135 Viviendas       | 135 Viviendas       | 0                   | 1                   |   |                   |                   |   |       |  |  |  |                         |  |  |  |
|  | Villa San Antonio   | Villa San Antonio   | 2                   | 2                   |   |                   |                   |   |       |  |  |  |                         |  |  |  |
|  | Villa San Antonio   | Villa San Antonio   | 2                   | 2                   |   | Villa San Antonio | Villa San Antonio | 4 | 0 (3) |  |  |  |                         |  |  |  |
|  |                     |                     |                     |                     |   | Villa San Antonio | Villa San Antonio | 4 | 0 (3) |  |  |  |                         |  |  |  |
|  |                     |                     | Juventud Antoniana  | Juventud Antoniana  | 3 | 1 (4)             |                   |   |       |  |  |  |                         |  |  |  |
|  | Juventud Antoniana  | Juventud Antoniana  | Juventud Antoniana  | Juventud Antoniana  | 3 | 1 (4)             | 0                 | 2 |       |  |  |  |                         |  |  |  |
|  | Juventud Antoniana  | Juventud Antoniana  |                     |                     |   |                   |                   |   |       |  |  |  |                         |  |  |  |
|  | Redes de La Patria  | Redes de La Patria  | 0                   | 0                   |   |                   |                   |   |       |  |  |  |                         |  |  |  |
|  | Redes de La Patria  | Redes de La Patria  | 0                   | 0                   |   |                   |                   |   |       |  |  |  |                         |  |  |  |
|  |                     |                     |                     |                     |   |                   |                   |   |       |  |  |  |                         |  |  |  |
|  |                     |                     |                     |                     |   |                   |                   |   |       |  |  |  |                         |  |  |  |
|  | Pellegrini          | Pellegrini          | 3                   | 2                   |   |                   |                   |   |       |  |  |  |                         |  |  |  |
|  | Pellegrini          | Pellegrini          | 3                   | 2                   |   |                   |                   |   |       |  |  |  |                         |  |  |  |
|  | La Tablada          | La Tablada          | 2                   | 2                   |   |                   |                   |   |       |  |  |  |                         |  |  |  |
|  | La Tablada          | La Tablada          | 2                   | 2                   |   | Pellegrini        | Pellegrini        | 0 | 1     |  |  |  |                         |  |  |  |
|  |                     |                     |                     |                     |   | Pellegrini        | Pellegrini        | 0 | 1     |  |  |  |                         |  |  |  |
|  |                     |                     | Cam. Arg. del Norte | Cam. Arg. del Norte | 1 | 2                 |                   |   |       |  |  |  |                         |  |  |  |
|  | São Caetano         | São Caetano         | Cam. Arg. del Norte | Cam. Arg. del Norte | 1 | 2                 | 1                 | 2 |       |  |  |  |                         |  |  |  |
|  | São Caetano         | São Caetano         |                     |                     |   |                   |                   |   |       |  |  |  |                         |  |  |  |
|  | Cam. Arg. del Norte | Cam. Arg. del Norte | 2                   | 4                   |   |                   |                   |   |       |  |  |  |                         |  |  |  |
|  | Cam. Arg. del Norte | Cam. Arg. del Norte | 2                   | 4                   |   |                   |                   |   |       |  |  |  |                         |  |  |  |
|  |                     |                     |                     |                     |   |                   |                   |   |       |  |  |  |                         |  |  |  |

## Fase final
Para obtener una eliminatoria par, se decide realizar una serie previa a partido único, cuyos participantes son determinados mediante un sorteo entre los 9 clasificados. Finalmente, Deportivo El Galpon y Deportivo La Merced fueron seleccionados.
|  | Eliminación previa 6/10/2021 | Eliminación previa 6/10/2021 | Eliminación previa 6/10/2021 |                     |                     |                     |   |                     |                     |   |   |  |  |                     |                     |       |  | Estadio Padre Ernesto Martearena | Estadio Padre Ernesto Martearena | Estadio Padre Ernesto Martearena |  |
|  |                              |                              |                              |                     |                     |                     |   |                     |                     |   |   |  |  |                     |                     |       |  |                                  |                                  |                                  |  |
|  |                              |                              |                              |                     |                     |                     |   |                     |                     |   |   |  |  |                     |                     |       |  |                                  |                                  |                                  |  |
|  | Deportivo El Galpón          | Deportivo El Galpón          | 1                            |                     |                     |                     |   |                     |                     |   |   |  |  |                     |                     |       |  |                                  |                                  |                                  |  |
|  | Deportivo El Galpón          | Deportivo El Galpón          | 1                            |                     |                     |                     |   |                     |                     |   |   |  |  |                     |                     |       |  |                                  |                                  |                                  |  |
|  | Deportivo La Merced          | Deportivo La Merced          | 3                            |                     |                     |                     |   |                     |                     |   |   |  |  |                     |                     |       |  |                                  |                                  |                                  |  |
|  | Deportivo La Merced          | Deportivo La Merced          | 3                            |                     | Deportivo La Merced | Deportivo La Merced | 2 | 6                   |                     |   |   |  |  |                     |                     |       |  |                                  |                                  |                                  |  |
|  |                              |                              |                              |                     | Deportivo La Merced | Deportivo La Merced | 2 | 6                   |                     |   |   |  |  |                     |                     |       |  |                                  |                                  |                                  |  |
|  |                              |                              | Deportivo Aviación           | Deportivo Aviación  | 0                   | 1                   |   |                     |                     |   |   |  |  |                     |                     |       |  |                                  |                                  |                                  |  |
|  |                              |                              | Deportivo Aviación           | Deportivo Aviación  | 0                   | 1                   |   |                     |                     |   |   |  |  |                     |                     |       |  |                                  |                                  |                                  |  |
|  |                              |                              |                              |                     |                     |                     |   |                     |                     |   |   |  |  |                     |                     |       |  |                                  |                                  |                                  |  |
|  |                              |                              |                              |                     |                     |                     |   |                     |                     |   |   |  |  |                     |                     |       |  |                                  |                                  |                                  |  |
|  |                              |                              |                              |                     |                     |                     |   | Deportivo La Merced | Deportivo La Merced | 2 | 2 |  |  |                     |                     |       |  |                                  |                                  |                                  |  |
|  |                              |                              |                              |                     |                     |                     |   |                     |                     | 2 | 2 |  |  |                     |                     |       |  |                                  |                                  |                                  |  |
|  |                              |                              | Juventud Antoniana           | Juventud Antoniana  | 0                   | 2                   |   |                     |                     |   |   |  |  |                     |                     |       |  |                                  |                                  |                                  |  |
|  |                              |                              | Juventud Antoniana           | Juventud Antoniana  | 0                   | 2                   |   |                     |                     |   |   |  |  |                     |                     |       |  |                                  |                                  |                                  |  |
|  |                              |                              |                              |                     |                     |                     |   |                     |                     |   |   |  |  |                     |                     |       |  |                                  |                                  |                                  |  |
|  |                              |                              |                              |                     |                     |                     |   |                     |                     |   |   |  |  |                     |                     |       |  |                                  |                                  |                                  |  |
|  |                              | Deportivo Quebrachal         | Deportivo Quebrachal         | 1                   | 2                   |                     |   |                     |                     |   |   |  |  |                     |                     |       |  |                                  |                                  |                                  |  |
|  |                              |                              |                              | 1                   | 2                   |                     |   |                     |                     |   |   |  |  |                     |                     |       |  |                                  |                                  |                                  |  |
|  |                              |                              | Juventud Antoniana           | Juventud Antoniana  | 4                   | 3                   |   |                     |                     |   |   |  |  |                     |                     |       |  |                                  |                                  |                                  |  |
|  |                              |                              | Juventud Antoniana           | Juventud Antoniana  | 4                   | 3                   |   |                     |                     |   |   |  |  |                     |                     |       |  |                                  |                                  |                                  |  |
|  |                              |                              |                              |                     |                     |                     |   |                     |                     |   |   |  |  |                     |                     |       |  |                                  |                                  |                                  |  |
|  |                              |                              |                              |                     |                     |                     |   |                     |                     |   |   |  |  |                     |                     |       |  |                                  |                                  |                                  |  |
|  |                              |                              |                              |                     |                     |                     |   |                     |                     |   |   |  |  | Deportivo La Merced | Deportivo La Merced | 1 (3) |  |                                  |                                  |                                  |  |
|  |                              |                              |                              |                     |                     |                     |   |                     |                     |   |   |  |  |                     |                     | 1 (3) |  |                                  |                                  |                                  |  |
|  |                              |                              | Deportivo Y.P.F.             | Deportivo Y.P.F.    | 1 (2)               |                     |   |                     |                     |   |   |  |  |                     |                     |       |  |                                  |                                  |                                  |  |
|  |                              |                              | Deportivo Y.P.F.             | Deportivo Y.P.F.    | 1 (2)               |                     |   |                     |                     |   |   |  |  |                     |                     |       |  |                                  |                                  |                                  |  |
|  |                              |                              |                              |                     |                     |                     |   |                     |                     |   |   |  |  |                     |                     |       |  |                                  |                                  |                                  |  |
|  |                              |                              |                              |                     |                     |                     |   |                     |                     |   |   |  |  |                     |                     |       |  |                                  |                                  |                                  |  |
|  |                              | Olimpia Oriental             | Olimpia Oriental             | 0                   | 0                   |                     |   |                     |                     |   |   |  |  |                     |                     |       |  |                                  |                                  |                                  |  |
|  |                              |                              |                              | 0                   | 0                   |                     |   |                     |                     |   |   |  |  |                     |                     |       |  |                                  |                                  |                                  |  |
|  |                              |                              | Deportivo Y.P.F.             | Deportivo Y.P.F.    | 1                   | 2                   |   |                     |                     |   |   |  |  |                     |                     |       |  |                                  |                                  |                                  |  |
|  |                              |                              | Deportivo Y.P.F.             | Deportivo Y.P.F.    | 1                   | 2                   |   |                     |                     |   |   |  |  |                     |                     |       |  |                                  |                                  |                                  |  |
|  |                              |                              |                              |                     |                     |                     |   |                     |                     |   |   |  |  |                     |                     |       |  |                                  |                                  |                                  |  |
|  |                              |                              |                              |                     |                     |                     |   |                     |                     |   |   |  |  |                     |                     |       |  |                                  |                                  |                                  |  |
|  |                              |                              |                              |                     |                     |                     |   | Deportivo Y.P.F.    | Deportivo Y.P.F.    | 0 | 2 |  |  |                     |                     |       |  |                                  |                                  |                                  |  |
|  |                              |                              |                              |                     |                     |                     |   |                     |                     | 0 | 2 |  |  |                     |                     |       |  |                                  |                                  |                                  |  |
|  |                              |                              | Cam. Arg. del Norte          | Cam. Arg. del Norte | 0                   | 1                   |   |                     |                     |   |   |  |  |                     |                     |       |  |                                  |                                  |                                  |  |
|  |                              |                              | Cam. Arg. del Norte          | Cam. Arg. del Norte | 0                   | 1                   |   |                     |                     |   |   |  |  |                     |                     |       |  |                                  |                                  |                                  |  |
|  |                              |                              |                              |                     |                     |                     |   |                     |                     |   |   |  |  |                     |                     |       |  |                                  |                                  |                                  |  |
|  |                              |                              |                              |                     |                     |                     |   |                     |                     |   |   |  |  |                     |                     |       |  |                                  |                                  |                                  |  |
|  |                              | Independiente (H.Y.)         | Independiente (H.Y.)         | 0                   | 1                   |                     |   |                     |                     |   |   |  |  |                     |                     |       |  |                                  |                                  |                                  |  |
|  |                              |                              |                              | 0                   | 1                   |                     |   |                     |                     |   |   |  |  |                     |                     |       |  |                                  |                                  |                                  |  |
|  |                              |                              | Cam. Arg. del Norte          | Cam. Arg. del Norte | 1                   | 1                   |   |                     |                     |   |   |  |  |                     |                     |       |  |                                  |                                  |                                  |  |
|  |                              |                              | Cam. Arg. del Norte          | Cam. Arg. del Norte | 1                   | 1                   |   |                     |                     |   |   |  |  |                     |                     |       |  |                                  |                                  |                                  |  |
|  |                              |                              |                              |                     |                     |                     |   |                     |                     |   |   |  |  |                     |                     |       |  |                                  |                                  |                                  |  |
|  |                              |                              |                              |                     |                     |                     |   |                     |                     |   |   |  |  |                     |                     |       |  |                                  |                                  |                                  |  |
|  |                              |                              |                              |                     |                     |                     |   |                     |                     |   |   |  |  |                     |                     |       |  |                                  |                                  |                                  |  |
|  |                              |                              |                              |                     |                     |                     |   |                     |                     |   |   |  |  |                     |                     |       |  |                                  |                                  |                                  |  |

| Campeón Deportivo La Merced |

| Pos. | Equipo               | PJ | PG | PE | PP | GF | GC | DG  | Ren.  | Resultado final                |
| ---- | -------------------- | -- | -- | -- | -- | -- | -- | --- | ----- | ------------------------------ |
| 1    | Deportivo La Merced  | 10 | 8  | 2  | 0  | 40 | 6  | +34 | 86.6% | Campeón invicto                |
| 2    | Deportivo Y.P.F.     | 9  | 4  | 4  | 1  | 10 | 4  | +6  | 59.3% | Sub-campeón                    |
| 3    | Cam. Arg. del Norte  | 8  | 5  | 2  | 1  | 12 | 7  | +5  | 70.8% | Eliminado en semifinales       |
| 4    | Juventud Antoniana   | 8  | 4  | 2  | 2  | 15 | 11 | +4  | 58.3% | Eliminado en semifinales       |
| 5    | Deportivo Quebrachal | 6  | 2  | 2  | 2  | 10 | 10 | 0   | 44.4% | Eliminados en cuartos de final |
| 6    | Independiente (H.Y.) | 6  | 2  | 2  | 2  | 6  | 6  | 0   | 44.4% | Eliminados en cuartos de final |
| 7    | Olimpia Oriental     | 6  | 2  | 1  | 3  | 7  | 7  | 0   | 38.8% | Eliminados en cuartos de final |
| 8    | Deportivo Aviación   | 6  | 2  | 0  | 4  | 6  | 12 | -6  | 33.3% | Eliminados en cuartos de final |
| 9    | Deportivo El Galpón  | 5  | 3  | 1  | 1  | 14 | 7  | +7  | 66.6% | Ronda Previa                   |

| Predecesor: Copa Salta 2019 | II Copa Salta Campeón: Deportivo La Merced | Sucesor: Copa Salta 2022 |